# Escarificadora

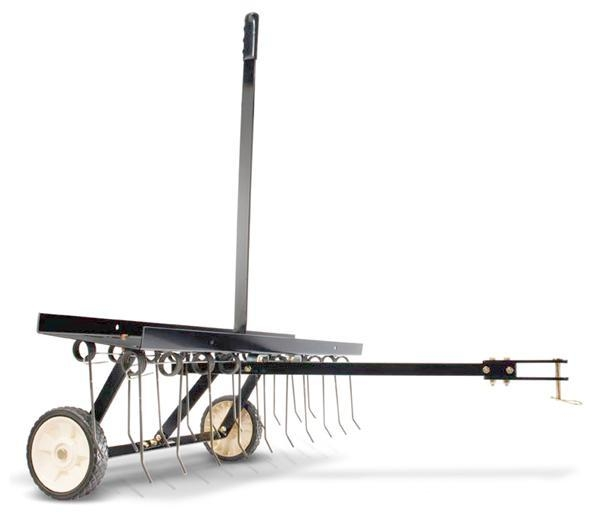
Escarificador de jardineria

Una escarificadora és un instrument manual o motoritzat, agrícola, equipat amb dents o ganivets metàl·lics. Serveix essencialment per airejar els sòls en l'escarificació (per exemple de la gespa), o sigui trencar la capa de vegetació compactada que esdevé una barrera per l'entrada d'aigua i els elements nutritius dins el sòl.

## Gestió del sòl
Un sòl esdevé compacte per causa de les pluges, els regs i el trepig freqüent i per posar-hi remei cal escarificar-lo dues vegades l'any (a la tardor i la primavera). Això es pot fer manualment o amb màquines.

## Models
- Escarificador de mà.
- Escarificador amb motor tèrmic.
- Escarificador amb motor elèctric.